# Diospyros vaccinioides
Diospyros vaccinioides là một loài thực vật có hoa trong họ Thị. Loài này được Lindl. mô tả khoa học đầu tiên năm 1825.

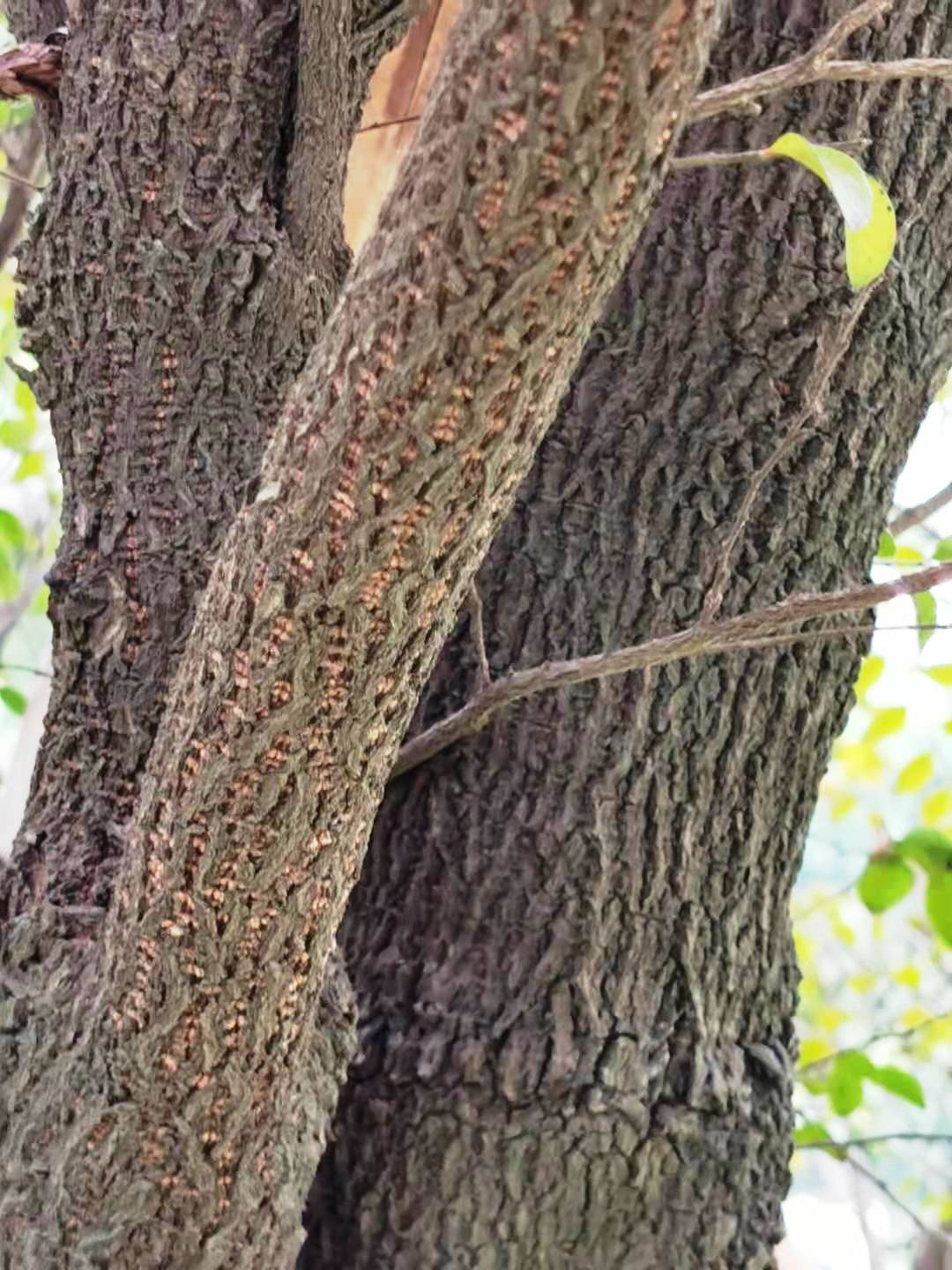
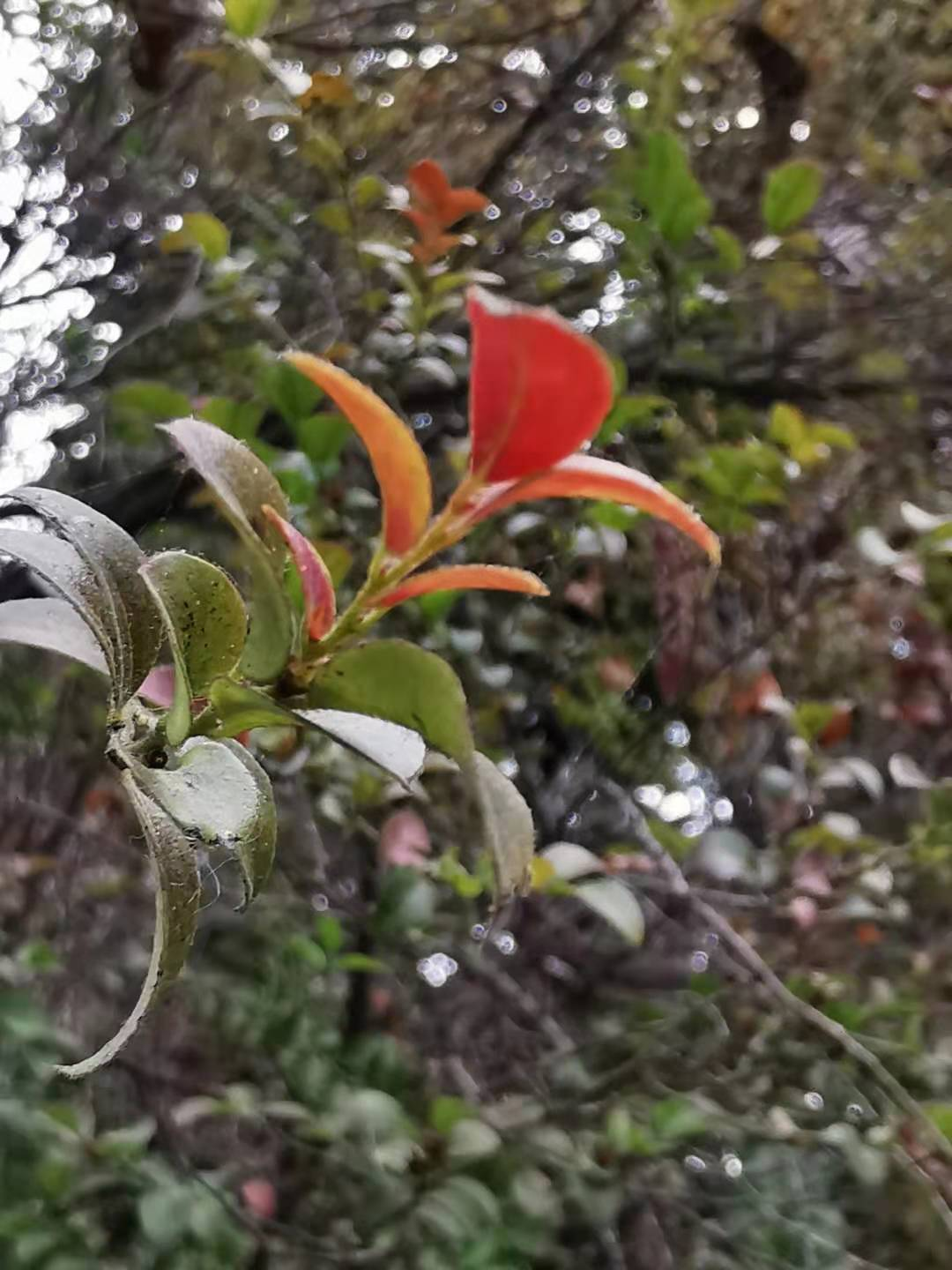
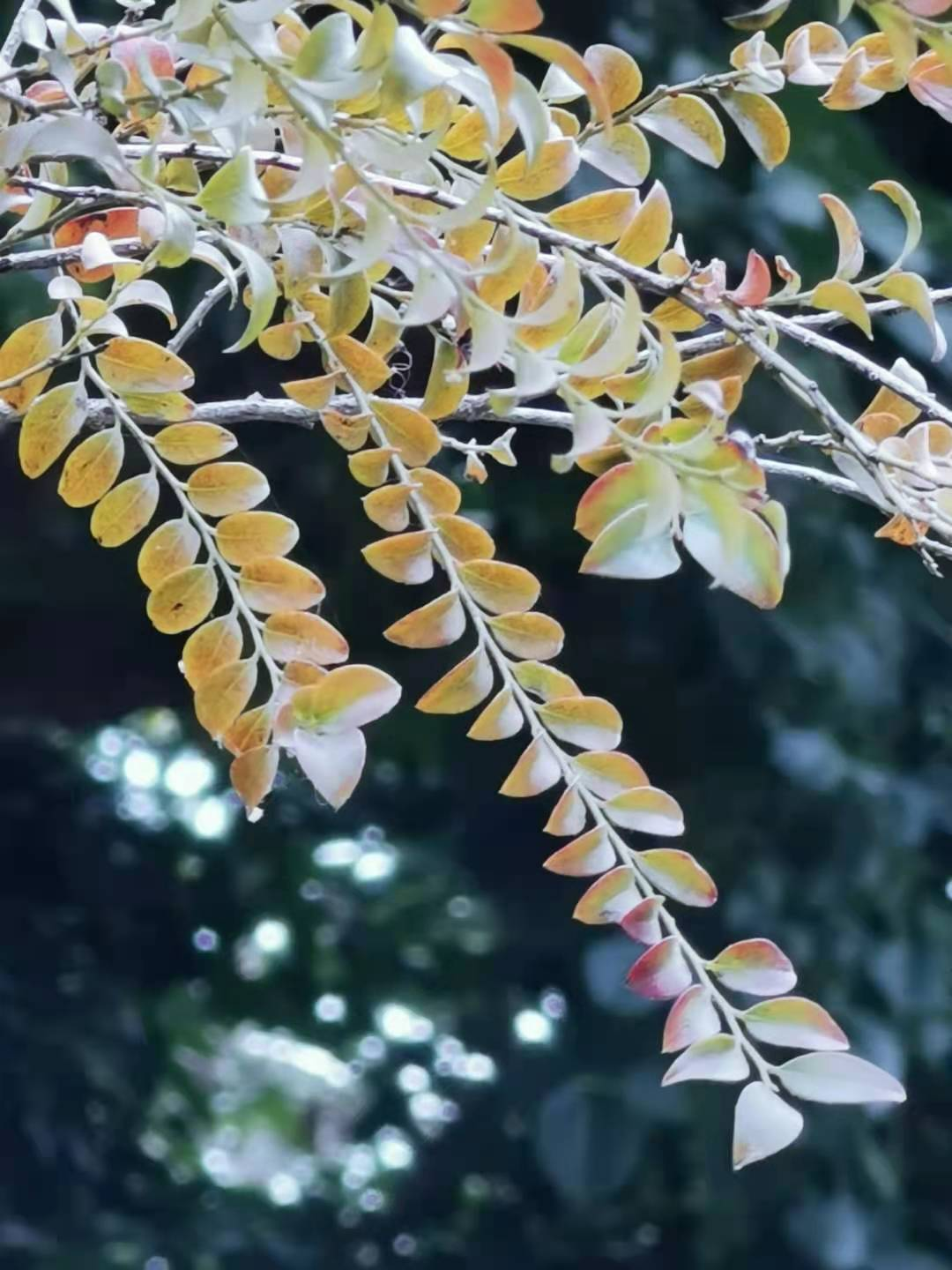
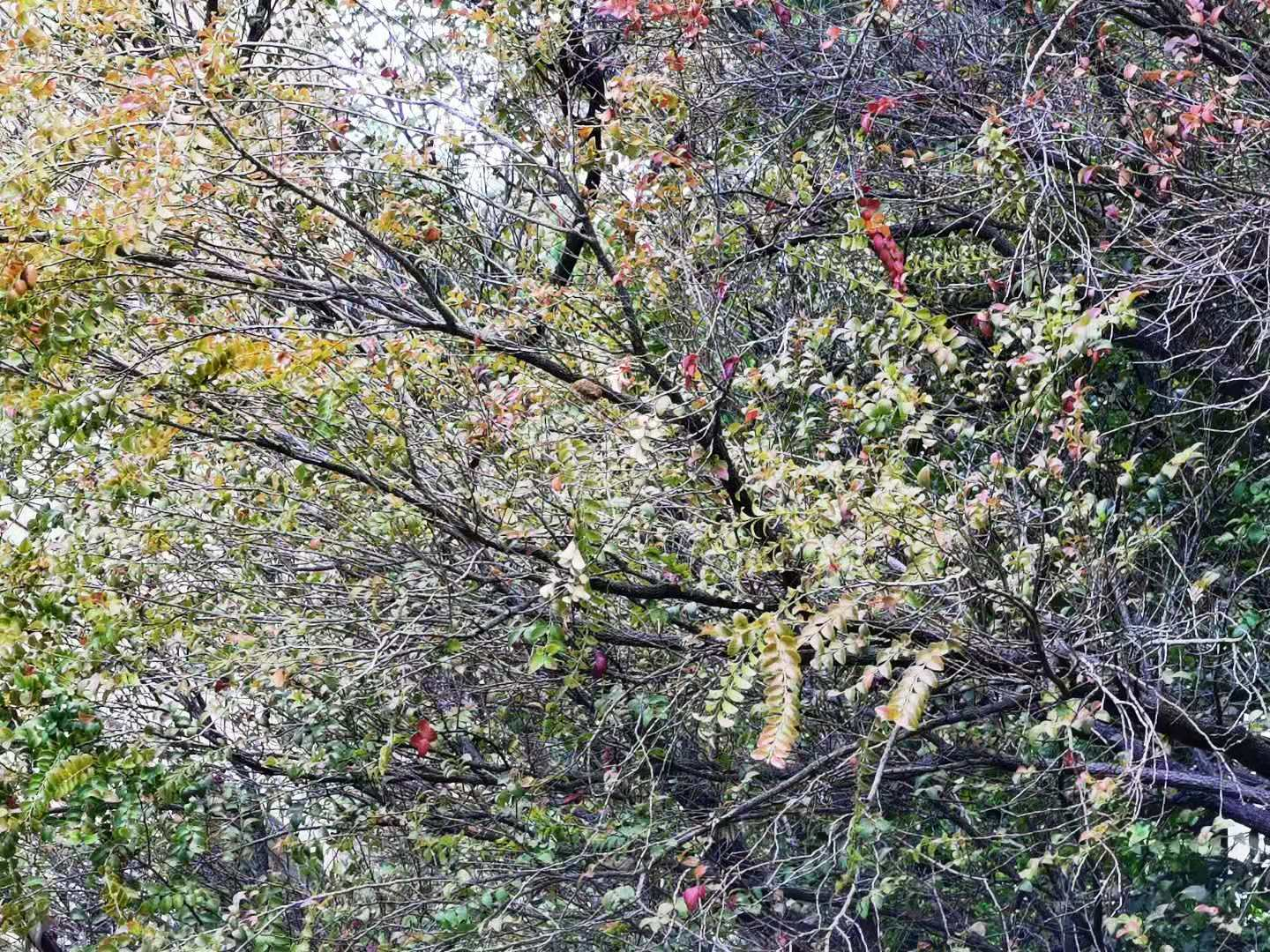